# Acerocnema
Acerocnema is een geslacht van insecten uit de familie van de drekvliegen (Scathophagidae), die tot de orde tweevleugeligen (Diptera) behoort.

## Soorten
- A. macrocera (Meigen, 1826)
- A. paradoxyopyga Stackelberg, 1952
- A. pokornii Becker, 1894
- A. tiefi Becker, 1894